# Aeroportul Internațional Monseñor Óscar Arnulfo Romero
Aeroportul Internațional Monseñor Óscar Arnulfo Romero (IATA: SAL, ICAO: MSLP) este un aeroport din San Luis Talpa⁠(d), Departamentul La Paz, El Salvador, El Salvador ce deservește zona El Salvador. Aeroportul a fost tranzitat în 2022 de 3.442.739 de pasageri. A fost deschis în 1980 și numit după zona deservită.
Situat la o altitudine de 31 m, aeroportul dispune de 1 pistă.

## Infrastructură

### Piste
Aeroportul dispune de o singură pistă. Pista 07/25 are suprafața de asfalt și dimensiunile 3.200 m × 45 m. 